# Переход Швеции на правостороннее движение

Логотип Дня Н

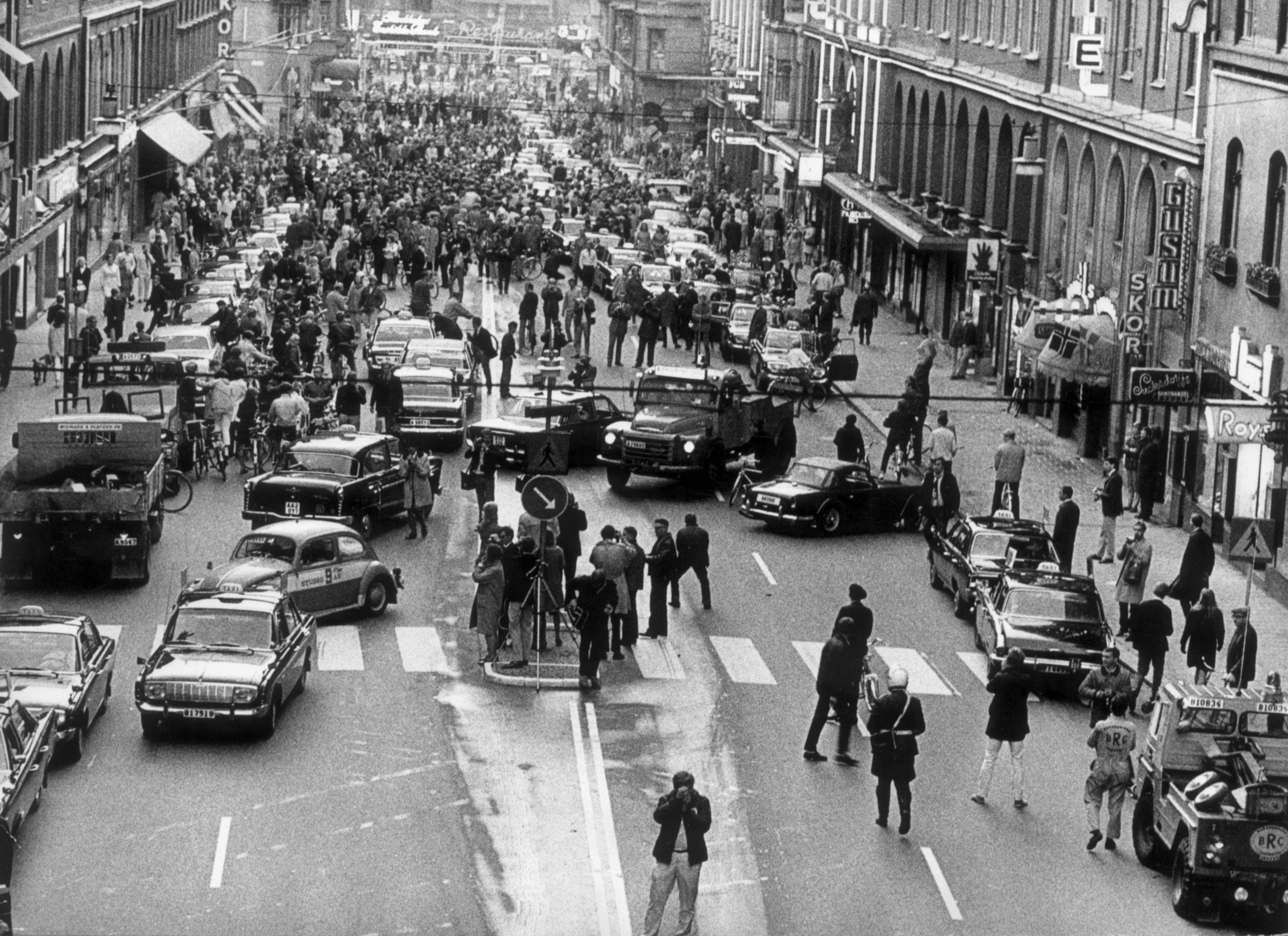
Центр Стокгольма в День «H»

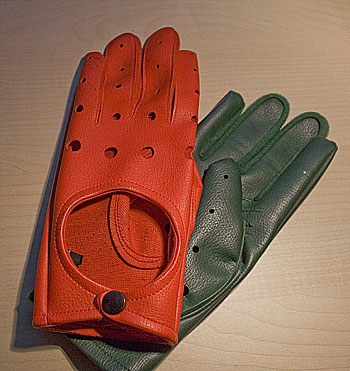
Двуцветные перчатки, выпущенные в честь перехода

Переход Швеции на правостороннее автомобильное движение или День «H» (швед. Dagen H, где буква H обозначает швед. Högertrafik «правостороннее движение») произошёл 3 сентября 1967 года.

## Предпосылки
Ещё 10 февраля 1718 года правостороннее движение было официально введено в Швеции королём Карлом XII, но уже 12 декабря 1734 года это постановление было отменено, а 24 мая 1868 года согласно закону нельзя было однозначно выделить ни левостороннее, ни правостороннее движение, что в то время не имело большого значения из-за низкой интенсивности дорожного движения (конные повозки и экипажи легко находили способ разъехаться).
К середине XX века Швеция оставалась последней левосторонней страной в континентальной Европе. Соседние Дания, Норвегия и Финляндия пользовались правосторонним движением, что создавало массу неудобств при пересечении границы, особенно на протяжённой и не всегда обозначенной в сельской местности границе с Норвегией. К тому же бо́льшая часть используемых в стране автомобилей (даже шведского производства) была оборудована левым рулём: сначала американцы не хотели делать особенных машин для такого маленького рынка, как Швеция, и продавали леворульные машины под предлогом «хорошо видной обочины», затем в дело пошёл консерватизм.
Сторонники перехода на правостороннее движение, поддерживаемые рядом экспертов, считали, что это приведёт к снижению аварийности на дорогах. В частности, использование левого руля при правостороннем движении даёт водителю лучший обзор встречной полосы движения и должно способствовать уменьшению лобовых столкновений. Это также было связано с несчастными случаями, которые непропорционально часто происходили на длинной границе Швеции с Норвегией и Финляндией, там, где друг с другом пересекались лево- и правостороннее движения.
Торопиться приходилось и потому, что на большинстве автомобилей того времени стояли типовые дешёвые круглые фары. В Европе началась тенденция к переходу на прямоугольные блок-фары, специфичные для той или иной марки и значительно более дорогие — так что каждый упущенный год превратился бы в дополнительные затраты.

## Подготовка
На референдуме 1955 года по вопросу смены стороны движения 83 % участников высказались против. Тем не менее в 1963 году шведский парламент образовал Государственную комиссию по переходу на правостороннее движение (Statens Högertrafikkomission), которая должна была разработать и провести в жизнь комплекс мер для обеспечения такого перехода. На первое время после перехода был установлен специальный режим ограничения скорости.
Была проделана огромная работа: необходимо было установить новые дорожные знаки и светофоры на другой стороне дороги, провести переконфигурацию многих перекрёстков, на улицах с односторонним движением перенести на другую сторону автобусные остановки; все автомобили должны были произвести соответствующую регулировку фар. На новых фарах стояла наклейка: «Отклеить 3 сентября 1967 года». Одновременно была подготовлена новая дорожная разметка белого цвета вместо использовавшейся ранее жёлтой, чтобы соответствовать европейским стандартам.
Отдельную проблему представлял собой общественный транспорт: шведские автобусы имели правый руль и двери слева. В процессе подготовки к смене стороны движения 8000 автобусов за казённые деньги снабдили дверями с правой стороны, в дополнение к левым. Часть парков (например, Гётеборг) закупила новые автобусы, передав праворульные Пакистану и Кении.
Большое внимание уделялось и информации для населения. Был выпущен специальный 30-страничный информационный буклет, разработан и широко растиражирован (вплоть до рисунков на женском нижнем белье) специальный логотип. Раздавали двухцветные водительские перчатки: правая зелёная и левая красная. По радио транслировалась информационная песня «Держи вправо, Свенссон» («Håll dig till höger, Svensson») в исполнении популярной музыкальной группы The Telstars.

## Переход
День «H» был назначен на 5:00 в воскресенье 3 сентября 1967 года. В этот день с 1 часа ночи до 6 утра было запрещено движение личного автотранспорта (работали экстренные службы, коммерческие перевозчики; разрешались велосипеды). В День H в 4:50 утра все транспортные средства должны были остановиться и сменить сторону дороги; продолжить движение разрешалось в 5:00. На первое время после перехода был установлен специальный режим ограничения скорости.
В крупных городах запрет был дольше: например, в Стокгольме — с 10 утра субботы до 15 часов в воскресенье. За время запрета рабочие включили правые светофоры, расчехлили новые знаки общеевропейского образца. Из-за нехватки рабочих рук к работам пришлось подключить солдат.

## Последствия
В целом переход на правостороннее движение прошёл спокойно. В первые два дня не было зарегистрировано ни одного смертельного ДТП — как выразилась газета «Тайм», «обошлось помятыми крыльями и задетым самомнением». В первые месяцы после Дня «H» наблюдалось значительное снижение уровня аварийности. Однако оценить влияние перехода на количество происшествий на дороге сложно: освоившись с новыми правилами движения, водители стали менее внимательны, и число происшествий вновь начало расти.
Несмотря на то, что всё автомобильное движение было сделано правосторонним, метро и железная дорога не перешли на новую систему и используют левостороннее движение по сей день, за исключением трамвая. После дня H большинство трамвайных линий было разобрано или заброшено. Сеть сохранилась лишь в Норрчёпинге, Гётеборге и на трёх пригородных линиях в Стокгольмской области. Если у Гётеборга было достаточно средств на адаптацию трамвая под правостороннее движение, то в Стокгольме смогли лишь заказать новые автобусы, поскольку на оставшихся линиях ходили двунаправленные трамваи, где двери были с обеих сторон. Тем не менее метро заменило большую часть трамвайных линий в Стокгольме, это решение было принято задолго до дня H.
В 1968 году, воодушевившись примером Швеции, Исландия провела аналогичную операцию под тем же названием.